# Lodja
Lodja è un centro abitato della Repubblica Democratica del Congo, situato nella Provincia di Sankuru.